# 1992년 하계 올림픽 테니스
1992년 하계 올림픽 테니스는 1992년 하계 올림픽의 정식 종목으로 진행된 올림픽 테니스 경기로 1992년 7월 28일부터 8월 8일까지 테니스 데 라 발 데브론에서 열렸다.

## 메달 집계

### 메달리스트
| 남자 단식 자세히 | 마르크 로세 · 스위스                          | 조르디 아레제 · 스페인                                    | 고란 이바니셰비치 · 크로아티아                           |  |  |  |
| 남자 단식 자세히 | 마르크 로세 · 스위스                          | 조르디 아레제 · 스페인                                    | 안드레이 체르카소프 · 연합                               |  |  |  |
| 남자 복식 자세히 | 독일 (GER) · 보리스 베커 · 미하엘 슈티히      | 남아프리카 공화국 (RSA) · 웨인 퍼레이라 · 핏 노르발       | 크로아티아 (CRO) · 고란 이바니셰비치 · 고란 프르피치     |  |  |  |
| 남자 복식 자세히 | 독일 (GER) · 보리스 베커 · 미하엘 슈티히      | 남아프리카 공화국 (RSA) · 웨인 퍼레이라 · 핏 노르발       | 아르헨티나 (ARG) · 하비에르 프라나 · 크리스티안 미니우시 |  |  |  |
|                  |                                               |                                                           |                                                          |  |  |  |
| 여자 단식 자세히 | 제니퍼 캐프리아티 · 미국                      | 슈테피 그라프 · 독일                                      | 메리 조 퍼낸데즈 · 미국                                  |  |  |  |
| 여자 단식 자세히 | 제니퍼 캐프리아티 · 미국                      | 슈테피 그라프 · 독일                                      | 아란타 산체스 비카리오 · 스페인                          |  |  |  |
| 여자 복식 자세히 | 미국 (USA) · 지지 퍼낸데즈 · 메리 조 퍼낸데즈 | 스페인 (ESP) · 콘치타 마르티네스 · 아란타 산체스 비카리오 | 연합 (EUN) · 레일라 메스히 · 나탈리야 즈베레바           |  |  |  |
| 여자 복식 자세히 | 미국 (USA) · 지지 퍼낸데즈 · 메리 조 퍼낸데즈 | 스페인 (ESP) · 콘치타 마르티네스 · 아란타 산체스 비카리오 | 오스트레일리아 (AUS) · 니콜 브래트키 · 레이철 매킬런     |  |  |  |